# John Druce
John W. Druce (* 23. Februar 1966 in Peterborough, Ontario) ist ein ehemaliger kanadischer Eishockeyspieler, der im Verlauf seiner aktiven Karriere zwischen 1984 und 2000 unter anderem 584 Spiele für die Washington Capitals, Winnipeg Jets, Los Angeles Kings und Philadelphia Flyers in der National Hockey League (NHL) auf der Position des rechten Flügelstürmers bestritten hat. Zum Ende seiner Karriere war Druce für die Hannover Scorpions und Augsburger Panther in der Deutschen Eishockey Liga (DEL) aktiv.

## Karriere
Druce verbrachte seine Juniorenzeit ab 1984 bei den Peterborough Petes aus seiner Geburtsstadt Peterborough. Mit dem Team ging er in der Saison 1984/85 in seine erste vollständige Spielzeit in der Ontario Hockey League (OHL). Bereits in der Vorsaison hatte der Stürmer dort debütiert, nachdem er zuvor unterklassig bei den Peterborough Legionnaires gespielt hatte. In seinem ersten Jahr erreichte Druce 26 Scorerpunkte in 54 Einsätzen, die er im folgenden Jahr auf 46 Punkte steigerte. Im Vorsommer war er im NHL Entry Draft 1985 in der zweiten Runde an 40. Stelle von den Washington Capitals aus der National Hockey League (NHL) ausgewählt worden.
Die Capitals holten den Angreifer schließlich zur Saison 1986/87 in den Profibereich. Für die folgenden zwei Spielzeiten setzten sie ihr Talent bei ihrem Farmteam, den Binghamton Whalers, in der American Hockey League (AHL) ein. Ab der Spielzeit 1988/89 pendelte der Kanadier dann zwischen dem NHL-Aufgebot Washingtons, in dem er im November 1988 sein Ligadebüt feierte, und dem des neuen AHL-Kooperationspartners Baltimore Skipjacks. Druce blieb in den Spieljahren 1988/89 und 1989/90 mit jeweils etwas mehr als 40 Einsätzen in der NHL und maximal 15 Scorerpunkten eher unscheinbar, was sich aber in den Stanley-Cup-Playoffs 1990 schlagartig änderte. In 15 Playoff-Einsätzen erzielte der Angreifer 14 Treffer, womit er hinter Craig Simpson zweitbester Torschütze der gesamten Playoffs war und einen bis zu den Stanley-Cup-Playoffs 2018 gültigen Playoff-Torrekord für das Franchise aus der US-amerikanischen Hauptstadt aufstellte. Die Playoff-Leistungen bescherten ihm zur Saison 1990/91 einen Stammplatz im Aufgebot der Caps, den er mit 58 Punkten in 80 Einsätzen rechtfertigte. Nach einem weiteren Jahr bei den Washington Capitals wurde Druce schließlich im Oktober 1992 – und damit kurz vor dem Beginn des Spieljahres 1992/93 – gemeinsam mit einem Viertrunden-Wahlrecht im NHL Entry Draft 1993 zu den Winnipeg Jets transferiert. Diese gaben dafür Pat Elynuik nach Washington ab.
In Winnipeg verbrachte der Offensivspieler nach dem Wechsel nur eine Saison, da sein auslaufender Vertrag nach lediglich 20 Scorerpunkten in 50 Einsätzen nicht verlängert wurde. Er schloss sich daher als Free Agent den Los Angeles Kings an, bei denen er fast drei Spielzeiten verbrachte und nur einmal mehr als 30 Punkte erreichte. Im März 1996 erfolgte ein weiterer Teamwechsel, als er mit einem Siebtrunden-Wahlrecht im NHL Entry Draft 1997 an die Philadelphia Flyers abgegeben wurde. Diese gaben dafür ein Viertrunden-Wahlrecht im NHL Entry Draft 1996 an die Kings ab. Bei den Flyers kam Druce aber nicht über die Rolle eines Ergänzungsspielers hinaus. Dennoch erreichte er mit Philadelphia die Finalserie der Stanley-Cup-Playoffs 1997, in der die Mannschaft aber den Detroit Red Wings unterlag.
Nachdem er den Großteil der Saison 1997/98 – mit der Ausnahme des Beginns und Endes der regulären Saison – in der AHL beim Farmteam Philadelphia Phantoms verbracht hatte, entschied sich der 32-Jährige seine Karriere ab dem Sommer 1998 in Europa ausklingen zu lassen. Der Kanadier wechselte in die Deutsche Eishockey Liga (DEL), wo er die Saison 1998/99 bei den Hannover Scorpions verbrachte. Im darauffolgenden Jahr lief er für den Ligakonkurrenten Augsburger Panther auf, ehe er seine Karriere als Aktiver für beendet erklärte.

## Karrierestatistik
(Legende zur Spielerstatistik: Sp oder GP = absolvierte Spiele; T oder G = erzielte Tore; V oder A = erzielte Assists; Pkt oder Pts = erzielte Scorerpunkte; SM oder PIM = erhaltene Strafminuten; +/− = Plus/Minus-Bilanz; PP = erzielte Überzahltore; SH = erzielte Unterzahltore; GW = erzielte Siegtore; 1 Play-downs/Relegation; Kursiv: Statistik nicht vollständig)